# Jayne Mansfield
Pour les articles homonymes, voir Mansfield.
Vera Jayne Palmer, dite Jayne Mansfield, née le 19 avril 1933 à Bryn Mawr (Pennsylvanie) et morte le 29 juin 1967 à Slidell (Louisiane), est une actrice, chanteuse et artiste de cabaret américaine. Sex-symbol au cours des années 1950 et 1960, elle est connue pour ses nombreux coups publicitaires et l'affichage d'une vie personnelle dissolue. Bien que sa carrière cinématographique ait été de courte durée, elle a connu plusieurs succès au box-office et a remporté un Theatre World et un Golden Globe. Elle a rapidement gagné le surnom de « blonde idiote la plus intelligente » d'Hollywood.
Mansfield a gagné en popularité après avoir tenu le rôle de l'actrice fictive Rita Marlowe dans Will Success Spoil Rock Hunter ? (en) (1955-1956) à Broadway, qu'elle reprit dans son adaptation cinématographique intitulée La Blonde explosive en 1957. Ses autres rôles au cinéma incluent la comédie musicale La Blonde et moi (1956), le drame Les Naufragés de l'autocar (1957), le film néo-noir La Blonde et les Nus de Soho (1960), et la comédie érotique Promises ! Promises ! (en) (1963), cette dernière faisant de Mansfield la première grande actrice américaine à apparaître dans une scène de nu dans un film post-ère du muet.
Mansfield tire son nom professionnel de son premier mari, le professionnel des relations publiques Paul Mansfield. Elle s'est mariée trois fois, chaque mariage se terminant par un divorce, et a eu cinq enfants. Elle aurait été intimement liée à de nombreux hommes, dont Robert et John F. Kennedy, son avocat Samuel S. Brody et l'artiste de Las Vegas Nelson Sardelli (en). Le 29 juin 1967, elle meurt dans un accident de la route à l'âge de 34 ans alors qu'elle se rend à La Nouvelle-Orléans.

## Biographie

### Famille

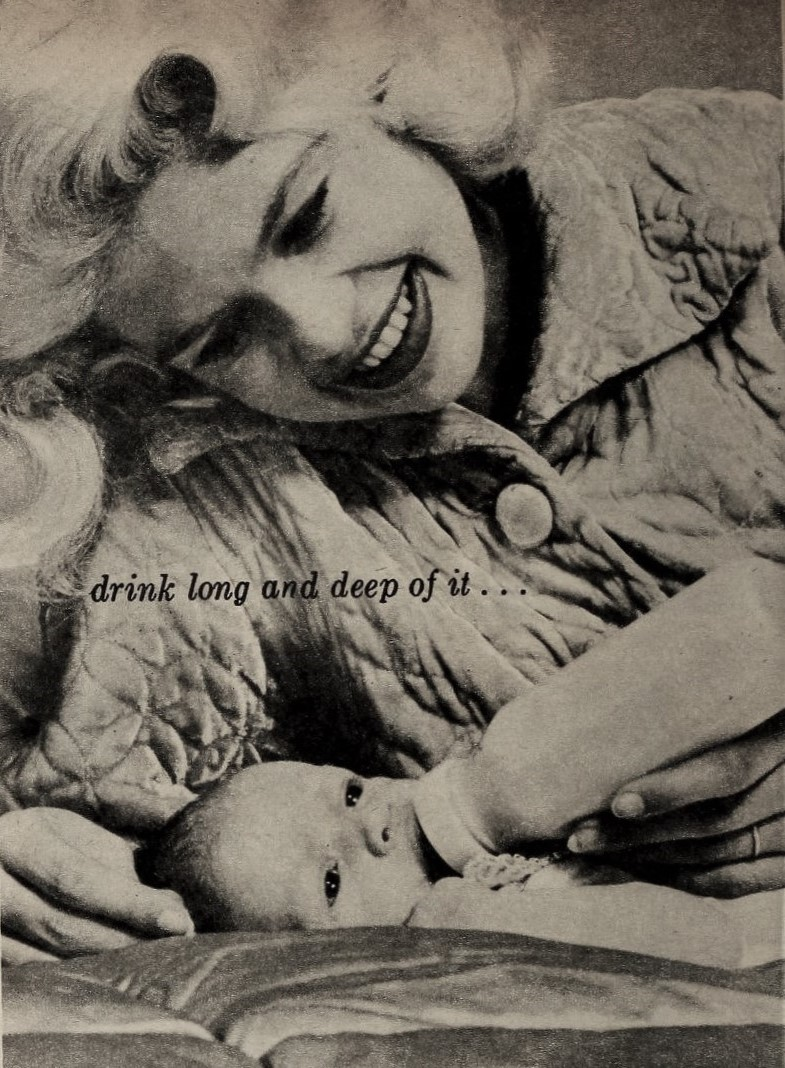
Jayne Mansfield avec son fils Miklos en 1959.

Vera Jayne Palmer est la fille unique de Herbert William Palmer (1904-1936), avocat, et de Vera (Jeffrey) Palmer (1903-2000) d'origine anglaise. Comme beaucoup d'enfants de son époque, elle veut être une star à la Shirley Temple. À douze ans, elle prend des cours de danse de salon.
Le 10 mai 1950, elle épouse Paul James Mansfield et donne naissance à une fille, Jayne Marie Mansfield (en), le 8 novembre 1950.
Le couple divorce en 1955.
De son union avec Mickey Hargitay, de 1958 à  1964 elle a trois enfants, Miklós Jeffrey Palmer Hargitay le 21 décembre 1958, Zoltán Anthony Hargitay le 1er août 1960, et Mariska Magdolna Hargitay (connue pour son rôle d'Olivia Benson dans New York, unité spéciale) le 23 janvier 1964.
De 1964 à 1966 elle sera en couple avec Matt Cimber avec qui elle aura un fils Tony Cimber né le 18 octobre 1965

### Carrière professionnelle
En 1952, Jayne Mansfield fréquente une école d'art dramatique à Dallas, puis étudie le théâtre et la psychologie à l'université de Géorgie. Elle débute sur les planches en amateur et prend des cours avec Baruch Lumet. Elle gagne également de nombreux concours de beauté. En 1954, elle s'installe à Los Angeles avec son époux et sa fille. En février 1955, elle devient l'une des premières playmates du magazine Playboy. Encore inconnue, elle tente sa chance à Hollywood. Après des auditions sans succès pour la Paramount Pictures et la Warner Bros, elle tourne pendant deux ans dans des séries Z. Les réalisateurs qui veulent surtout mettre en avant ses mensurations sculpturales (102-53-91 cm pour 1,68 m) la cantonnent dans des personnages caricaturaux qui lui valent le surnom de « Blonde explosive » ou « le Buste ».
En 1956, elle signe un contrat de sept ans avec la Twentieth Century-Fox qui veut ainsi remplacer Marilyn Monroe qui s'est séparée du studio, Jayne évoluant dans un registre plus vulgaire et populaire : elle est surtout sollicitée pour les cocktails de presse ou les calendriers de fin d'année, si bien que les stars hollywoodiennes la snobent.

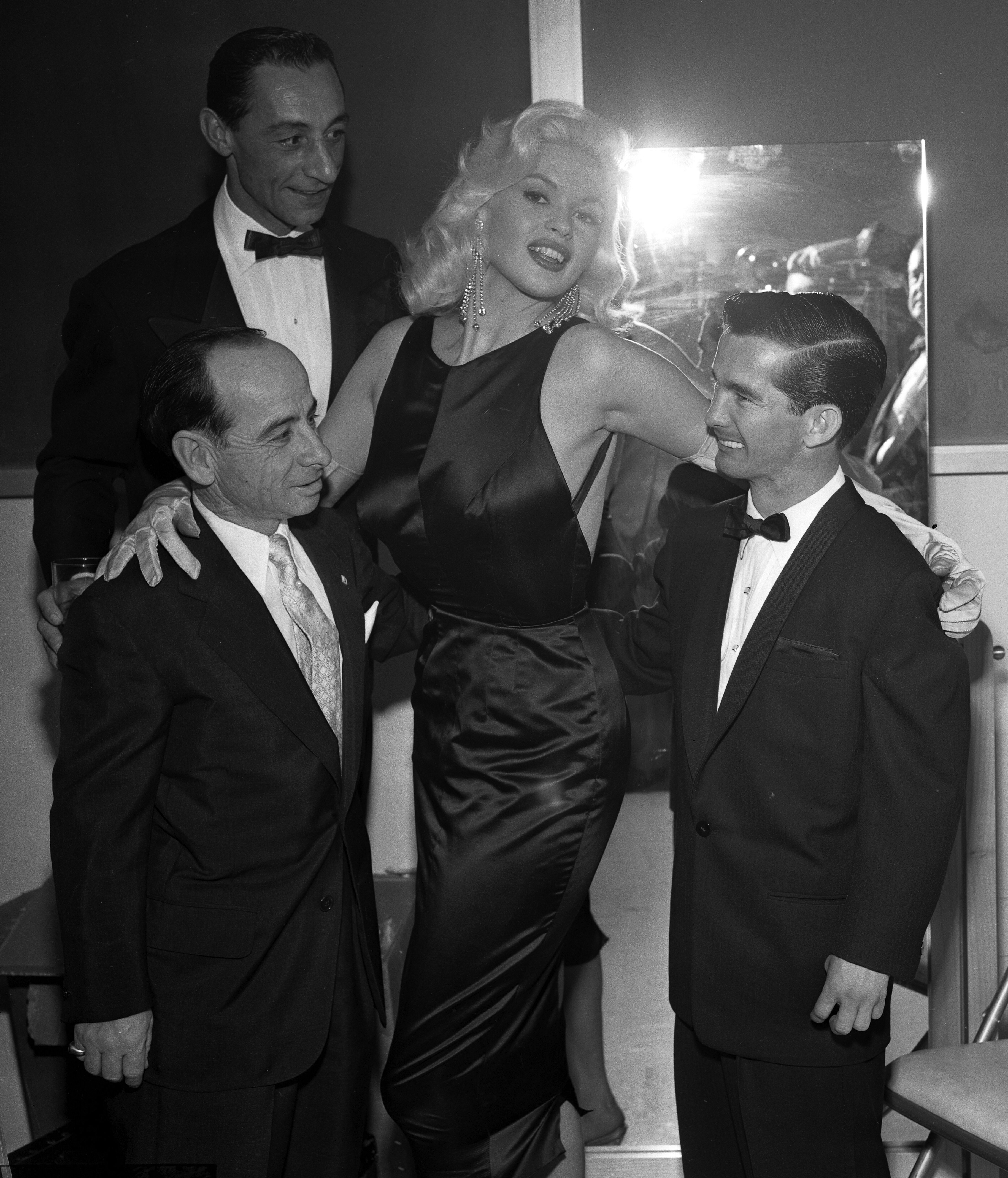
Jayne Mansfield entourée de jockeys en 1957.

Jayne Mansfield rencontre Mickey Hargitay, acteur et ancien Mister Univers d'origine hongroise, en 1956, sur le plateau de The Mae West Show. Le couple se marie le 13 janvier 1958. Elle impose son époux dans quatre de ses films, Will Success Spoil Rock Hunter? (1957), The Loves of Hercules (1960), Promises! Promises! (1963), et L'Amore Primitivo. (1964). 
Jayne donne un aperçu de l'actrice qu'elle aurait pu être, dans La Blonde et moi (The Girl Can't Help It) réalisé par Frank Tashlin en 1956 ; en 1957, dans le film de Paul Wendkos Le Cambrioleur (The Burglar), elle s'avère excellente dans un rôle dramatique. La Fox ne croit plus en sa star ; elle la prête pour des productions étrangères puis finalement la licencie en 1959 pour récupérer Marilyn, si bien que sa carrière décline.
En avril 1957, lors d'un dîner organisé par Paramount Pictures dans un restaurant de Beverly Hills, l'actrice italienne Sophia Loren est photographiée en train de jeter un coup d'œil latéral sur l'énorme décolleté de Jayne Mansfield. Ce cliché est qualifié en 2017, d'une des images « les plus emblématiques de l'histoire d'Hollywood depuis 60 ans »,.

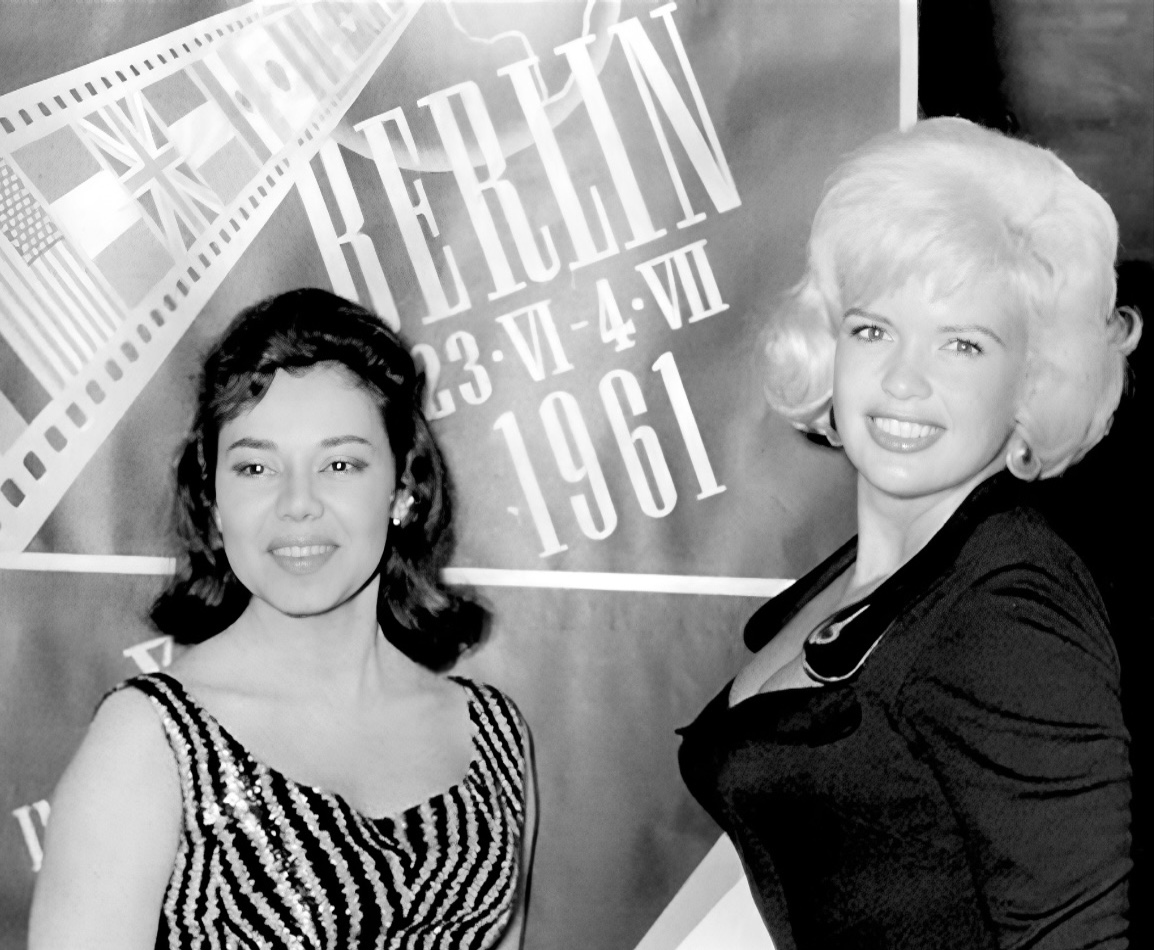
Jayne Mansfield posant avec l'actrice égyptienne Magda au 11e Berlinale, 1961

Après avoir divorcé de Hargitay en 1964, elle est présentée, en 1966, à Anton LaVey, leader de l'Église de Satan, qui fait d'elle une grande prêtresse honoraire.
Passionnée par les roses et les cœurs, ses voitures étaient toutes roses, la piscine de sa villa de Beverly Hills en forme de cœur. En dépit de ce que pourraient laisser supposer ses rôles de blonde idiote, Jayne Mansfield, avec un quotient intellectuel (QI) de 163, était une femme cultivée, parlait cinq langues, était pianiste et violoniste classique.
Icône déchue noyée dans l'alcool et les psychotropes, elle reste populaire tout en étant réduite à des tournées miteuses,.

### Mort
Jayne Mansfield meurt le 29 juin 1967 près de Slidell en Louisiane, après une dernière représentation sordide dans le cabaret Gus Stevens Supper Club à Biloxi dans le Mississippi. Rejoignant La Nouvelle-Orléans (où elle doit effectuer un show télévisé) à bord de la Buick Electra conduite par Ronnie Harrison, son chauffeur, la voiture s'encastre dans un camion qui lui-même venait de freiner derrière un véhicule épandeur de pesticide antimoustiques. Ce dernier circulait à faible allure et son action réduisait la visibilité à courte distance à 2 h 25 du matin. Contrairement à une légende tenace, Jayne qui est assise entre Sam Brody, son amant du moment, et le conducteur, décédés également, n'est pas morte décapitée mais d'un écrasement de la boîte crânienne. Trois de ses enfants, Mariska, Miklós et Zoltán Hargitay, sont à l'arrière et s'en tirent avec quelques blessures légères. Elle est inhumée au cimetière de Fairwiew à Pen Argyl en Pennsylvanie.

## Filmographie

### Cinéma
- 1954 : Female Jungle (en) de Bruno VeSota : Candy Price
- 1955 : Colère noire (Hell on Frisco Bay) de Frank Tuttle : la blonde qui danse avec Mario
- 1955 : Le Gang du blues (Pete Kelly's Blues) de Jack Webb : la fille à la cigarette
- 1955 :  Le Témoin à abattre de Lewis Allen : Angel O'Hara
- 1956 : La Blonde et moi (The Girl Can't Help It) de Frank Tashlin : Jerri Jordan
- 1957 : Les Naufragés de l'autocar (The Wayward Bus) de Victor Vicas : Camille Oaks
- 1957 : Le Cambrioleur (The Burglar) de Paul Wendkos : Gladden
- 1957 : La Blonde explosive (Will Success Spoil Rock Hunter?) de Frank Tashlin : Rita Marlowe
- 1957 : Embrasse-la pour moi (Kiss Them for Me) de Stanley Donen : Alice Kratzner
- 1958 : La Blonde et le Shérif (The Sheriff of Fractured Jaw) de Raoul Walsh : Kate
- 1960 : Un compte à régler (The Challenge) de John Gilling : Billy
- 1960 : Les Amours d'Hercule (Gli amori di Ercole) de Carlo Ludovico Bragaglia : Déjanire
- 1960 : La Blonde et les Nus de Soho (Too Hot to Handle) de Terence Young : Midnight Franklin
- 1961 : Le Dompteur de femmes (The George Raft Story) de Joseph M. Newman : Lisa Lang
- 1962 : C'est arrivé à Athènes (It Happened in Athens) d'Andrew Marton : Eleni Costa
- 1963 : Promises! Promises! de King Donovan : Sandy Brooks
- 1963 : Freddy et le nouveau monde (Heimweh nach St. Pauli) de Werner Jacobs : Evelyne
- 1964 : Un Américain à Rome (Panic Button) de George Sherman et Giuliano Carnimeo : Angela
- 1964 : La Môme aux dollars (Einer frißt den anderen) de Ray Nazarro : Darlene
- 1964 : L'Amour primitif (L'amore primitivo) de Luigi Scattini : Dr Jane
- 1966 : Single Room Furnished (en) de Matt Cimber : Johnnie / Mae / Eileen
- 1966 : The Las Vegas Hillbillys (en) d'Arthur C. Pierce avec Mamie Van Doren : Tawny
- 1966 : The Fat Spy (en) de Joseph Cates : Junior Wellington
- 1967 : Petit guide pour mari volage (A Guide for the Married Man) de Gene Kelly : la fille avec Harold

### Télévision
- 1956 : Sunday Spectacular: The Bachelor (téléfilm) : Robin
- 1959, 1961 et 1963 : The Red Skelton Show (série télévisée) : Daisy June / Lorelei Lovely / Dr Joyce Sisters
- 1962 : Suspicion (série télévisée) : Marion
- 1962 : Ombres sur le soleil (Follow the Sun) (série télévisée) : Scottie
- 1964 : L'Homme à la Rolls (Burke's Law) (série télévisée) : Cleo Patrick
- 1965 : The Jayne Mansfield Show (téléfilm) : une actrice qui veut faire Shakespeare

## Théâtre
- 1953 : Mort d'un commis voyageur (Death of a Salesman) d'Arthur Miller, Knox Theatre, Dallas (Texas)
- 1955 : Will Success Spoil Rock Hunter? de George Axelrod, Belasco Theatre, Broadway (New York) avec Walter Matthau